# Ian Hunter (Schauspieler)
Ian Hunter (* 13. Juni 1900 in Kapstadt, Südafrika; † 23. September 1975 in London) war ein britischer Theater- und Filmschauspieler.

## Leben
Ian Hunter wurde im Jahr 1900 als Sohn von Robert Hunter, einem Weinhändler, und Isabel Gates Hunter in Kapstadt geboren, wo er auch seine Kindheit verbrachte. Später zogen er und seine Eltern nach Großbritannien, wo die Familie ihre Wurzeln hatte. Nach seinem Einsatz in der British Army gab er 1919 sein Bühnendebüt in London. Ab 1924 trat Hunter in britischen Stummfilmen auf, unter anderem in drei frühen Filmen von Alfred Hitchcock: Der Weltmeister und Abwärts aus dem Jahr 1927 sowie Easy Virtue, der 1928 in den Verleih kam.
Nach einigen Auftritten am Broadway, unter anderem 1925 in Richard Brinsley Sheridans The School for Scandal, erhielt Hunter Mitte der 1930er Jahre einen Studiovertrag bei Warner Brothers. Aufgrund seines vornehmen britischen Akzents verkörperte er häufig ehrbare und ranghohe Charaktere, wie etwa König Theseus in Ein Sommernachtstraum (1935), der Verfilmung von William Shakespeares gleichnamigem Theaterstück unter der Regie von Max Reinhardt und William Dieterle. Mit Kay Francis bildete er ein populäres Leinwandpaar, das zwischen 1935 und 1938 gemeinsam in sieben Filmen auftrat, darunter I Found Stella Parrish, The White Angel und Another Dawn. Zu seinen bekannteren Rollen zählt sein Auftritt als Richard Löwenherz in Robin Hood – König der Vagabunden aus dem Jahr 1938 an der Seite von Errol Flynn und Olivia de Havilland.
1943 kehrte Hunter nach England zurück, um sich ein weiteres Mal dem Militärdienst zu verpflichten und im Zweiten Weltkrieg an der Front zu kämpfen. Nach dem Krieg blieb er in Großbritannien, wo er für die darauffolgenden Jahre sowohl in Filmen und Fernsehserien als auch auf der Theaterbühne spielte. Mitte der 1960er Jahre zog sich Hunter aus dem Showgeschäft zurück. Mit seiner Ehefrau Catherine Casha Pringle hatte er zwei Söhne, von denen einer, Robin Hunter (1929–2004), ebenfalls Schauspieler wurde. Ian Hunter starb 1975 im Alter von 75 Jahren in London.

## Filmografie (Auswahl)
- 1924: Not For Sale
- 1927: Der Weltmeister (The Ring)
- 1927: Abwärts (Downhill)
- 1928: Easy Virtue
- 1932: Das Zeichen der 4 (The Sign of Four: Sherlock Holmes’ Greatest Case)
- 1934: Something Always Happens
- 1935: The Girl from Tenth Avenue
- 1935: Ein Sommernachtstraum (A Midsummer Night’s Dream)
- 1935: I Found Stella Parrish
- 1936: The White Angel
- 1936: To Mary – with Love
- 1937: Stolen Holiday
- 1937: Another Dawn
- 1937: Confession
- 1937: That Certain Woman
- 1938: Robin Hood – König der Vagabunden (The Adventures of Robin Hood)
- 1938: Secrets of an Actress
- 1938: Drei Schwestern aus Montana (The Sisters)
- 1938: Comet Over Broadway
- 1939: Die kleine Prinzessin (The Little Princess)
- 1939: Irrwege der Liebe (Broadway Serenade)
- 1939: Tarzan und sein Sohn (Tarzan Finds a Son!)
- 1939: Der Henker von London (Tower of London)
- 1940: Broadway Melodie 1940 (Broadway Melody of 1940)
- 1940: Die wunderbare Rettung (Strange Cargo)
- 1940: Der lange Weg nach Cardiff (The Long Voyage Home)
- 1940: Bitter Sweet
- 1941: Komm, bleib bei mir (Come Live with Me)
- 1941: Andy Hardy’s Private Secretary
- 1941: Mädchen im Rampenlicht (Ziegfeld Girl)
- 1941: Der letzte Bandit (Billy the Kid)
- 1941: Arzt und Dämon (Dr. Jekyll and Mr. Hyde)
- 1941: Im Banne der Vergangenheit (Smilin’ Through)
- 1942: A Yank at Eton
- 1943: Auf ewig und drei Tage (Forever and a Day)
- 1943: It Comes Up Love
- 1946: Bedelia
- 1947: White Cradle Inn
- 1947: Symbol des Glücks (The White Unicorn)
- 1949: Edward, mein Sohn (Edward, My Son)
- 1952: It Started in Paradise
- 1953: Appointment in London
- 1954: Don’t Blame the Stork
- 1954: Eight O’Clock Walk
- 1955–1958: Die Abenteuer von Robin Hood (The Adventures of Robin Hood) (TV-Serie, sieben Folgen)
- 1956: Panzerschiff Graf Spee (The Battle of the River Plate)
- 1957: Am seidenen Faden (Fortune Is a Woman)
- 1958: Rockets Galore
- 1959: Brennendes Indien (North West Frontier)
- 1960: Die Rakete zur flotten Puppe (The Bulldog Breed)
- 1961: Das Geheimnis von Monte Christo (The Treasure of Monte Cristo)
- 1961: The Queen’s Guards
- 1962: Flucht aus dem Dunkel (Guns of Darkness)
- 1963: Kali Yug: Die Göttin der Rache (Kali Yug, la dea della vendetta)
- 1963: Kali Yug, 2. Teil: Aufruhr in Indien (Il mistero del tempio indiano)